# Troféu Festa de Elche
O Troféu Festa de Elche (Festa d'Elx, em catalão) é um torneio amistoso de futebol que se organiza todos os anos na cidade espanhola de Elche, (provincia de Alicante) de maneira ininterrumpta desde 1960, sendo o terceiro troféu de verão mais antigo da Espanha, depois do Teresa Herrera e o Ramón de Carranza. Um total de 39 clubes de 13 países diferentes já participaram do torneio, sendo o Elche FC quem disputa como mandante em cada uma das edições. Em 2009 foi disputada a quinquagésima edição, sendo o Elche FC o atual campeão do torneio.

## História
O Troféu Festa de Elche foi criado no ano de 1960 pela Junção de Elche para conmemorar as festas da cidade, em honra à sua padroeira, a Virgem de Assunção, cada 15 de agosto. Em um primeiro momento, o troféu representaria a Palmeira imperial, porém por diversos motivos se propususeram a dar ao troféu o nome de José Esquitino, nome de quem fora presidente em Elche por então, porém o mesmo não concordou.